# Бужор, Георгий Иванович
Георгий Иванович Бужор (20 февраля 1935 — ?) — звеньевой колхоза имени Жданова Фалештского района Молдавской ССР, Герой Социалистического Труда (30.04.1966). Член КПСС с 1967 года.
Родился в селе Пынзарены Фалештского района Молдавии.
В 1952—1963 годах звеньевой полеводческой бригады колхоза имени Жданова Фалештского района.
Весной 1964 года, окончив профессионально-техническое училище, возглавил механизированное звено по возделыванию пропашных культур. Применяя прогрессивную технологию, его звено стабильно получало высокие урожаи кукурузы, подсолнечника, сахарной свеклы.
Герой Социалистического Труда (30.04.1966).
В 1979 году подхватил инициативу Савелия Михайловича Пармакли по выращиванию кукурузы на зерно с применением индустриальной технологии, при которой совмещаются отдельные технологических операций, исключаются ручные прополки, уменьшается число междурядных об¬работок, затраты труда на производство продукции при этом снижаются в 1,5-2 раза. Его звено, увеличив обрабатываемые площади, получило в среднем по 70 центнеров кукурузного зерна с гектара.
Награжден орденами Ленина и «Знак Почёта».